# Supercoppa portoghese 2016 (pallavolo maschile)
La Supercoppa portoghese 2016 si è svolta il 22 ottobre 2016: al torneo hanno partecipato due squadre di club portoghesi e la vittoria finale è andata per la sesta volta consecutiva al Benfica.

## Regolamento
Le squadre hanno disputato una gara unica.

## Squadre partecipanti
| Squadra           | Qualificazione                         | Ultima partecipazione      |
| ----------------- | -------------------------------------- | -------------------------- |
| Benfica           | Vincitrice Coppa di Portogallo 2015-16 | Supercoppa portoghese 2015 |
| Fonte do Bastardo | Vincitrice Primeira Divisão 2015-16    | Supercoppa portoghese 2013 |

## Torneo
| 22 ottobre 2016 Pavilhão Cidade de Viseu, Viseu Durata: 1h:20 - Spettatori: ? | Benfica | 3 - 0 | Fonte do Bastardo | 25-18, 25-22, 25-17 |